# هیرو میزوشیما
هیرو میزوشیما (انگلیسی: Hiro Mizushima؛ زادهٔ ۱۳ آوریل ۱۹۸۴) یک هنرپیشه، و نویسنده اهل ژاپن است.